# 徐亚辉 (政治人物)
徐亚辉（1963年12月—），浙江兰溪市人，中华人民共和国政治人物。
1991年12月，加入中国共产党，毕业于华东政法学院法律系法律专业毕业。1988年12月，进入海南省高级人民法院。2006年，担任海南省高级人民法院立案庭庭长。2011年5月，任海南省儋州市检察院检察长。2012年8月，担任海南国际旅游岛先行试验区工委副书记。2016年10月，任中共三亚市委委员、常委、副书记。2018年任海口海事法院党组书记。